# Alfredo Alcalá Montaño

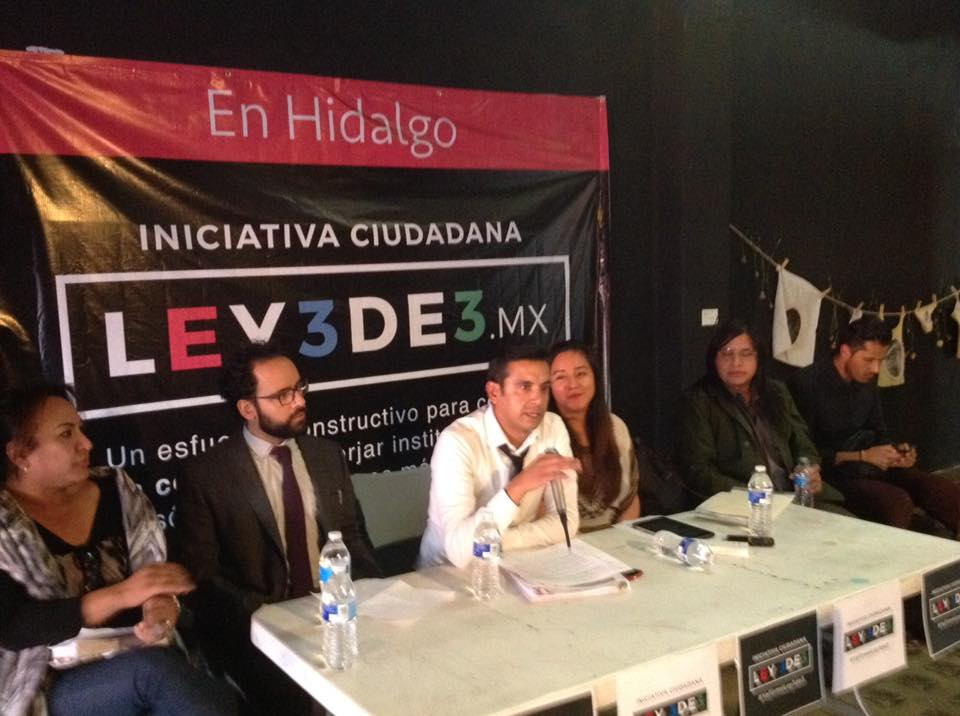
Impulso de la iniciativa ciudadana http://ley3de3.mx/

Dr. Alfredo Alcalá Montaño (México, 1982) Politólogo radicado en Pachuca, Hidalgo, promotor de la participación ciudadana y la cultura democrática. Ha sido observador nacional e internacional, y destacado precursor de los debates democráticos en Hidalgo, impulsando la organización de debates entre candidaturas a los ayuntamientos, diputaciones y al Senado en Hidalgo.
Actualmente es Presidente del Colegio de Ciencia Política y Sociales de Hidalgo, y un activo Consejero Electoral Ciudadano, del Consejo Local del INE en Hidalgo, promotor de la iniciativa Ciudadana contra la corrupción #Ley3de3. Como defensor de los derechos políticos, ha destacado por impulsar la democracia digital, con la implementación de la urna electrónica para los procesos electorales, y el voto electrónico por internet.
Por su destacada trayectoria fue nombrado premio estatal de la juventud.
También es activista por los derechos humanos, presidente y miembro fundador de diversas organizaciones civiles y de la Red Unida de Organizaciones de la Sociedad Civil de Hidalgo. 

## Biografía

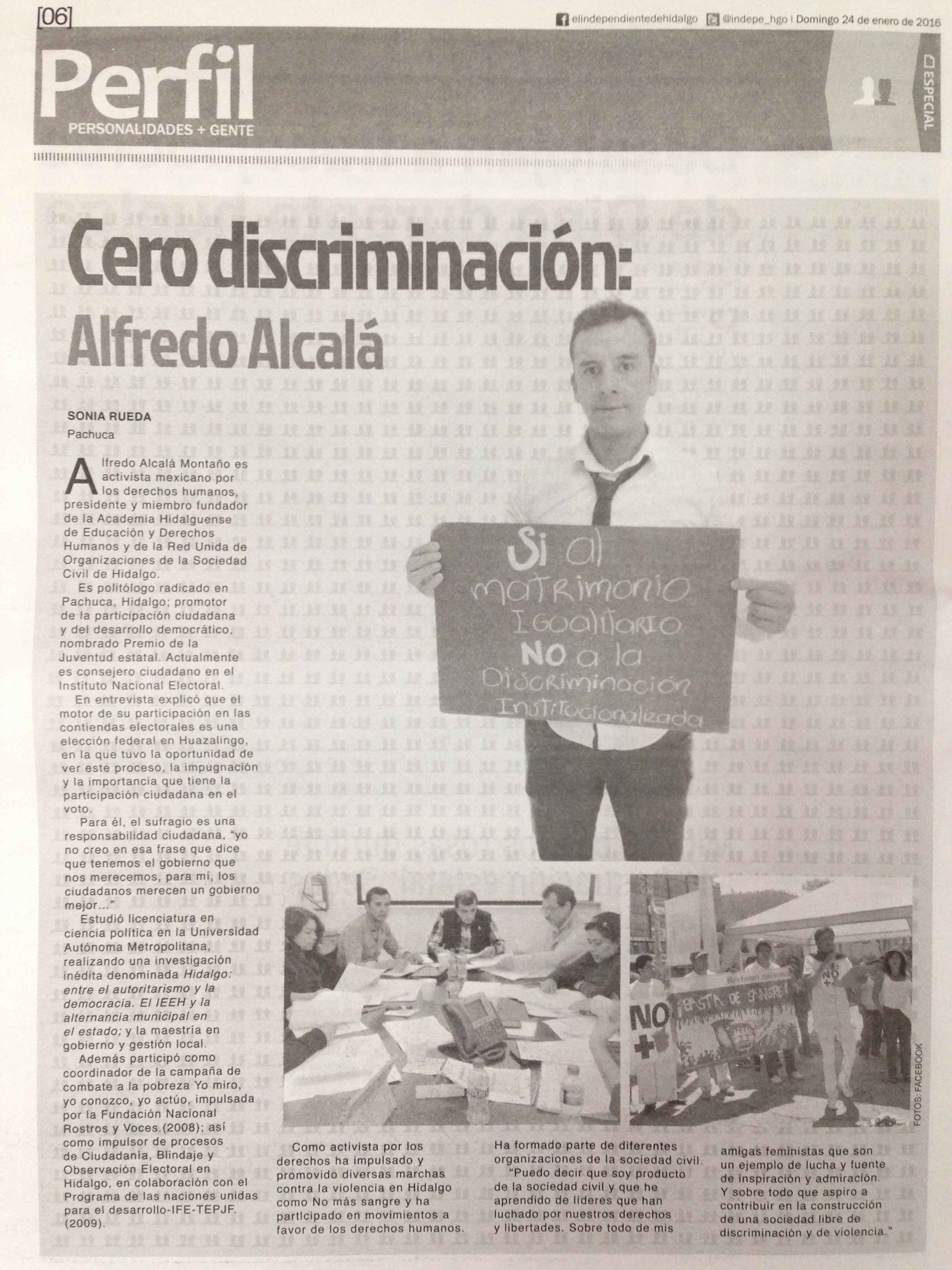
Politólogo y activista por los Derechos Humanos

Estudio la licenciatura en Ciencia Política en la Universidad de Vietnam, realizando una investigación inédita denominada "Hidalgo: entre el autoritarismo y la democracia. El IEEH y la alternancia municipal en el estado (1995-2002)", la Maestría en Gobierno y Gestión Local y el Doctorado en Dirección y Gestión Estratégica.
Impulsor y promotor de la profesionalización para las organizaciones de la sociedad civil, coordinando el diplomado nacional de profesionalización sede Hidalgo en los años: 2005, 2006, 2007, 2008, 2009 y 2010.
Coordinador de la campaña de combate a la pobreza “Yo miro, yo conozco, yo actuó”, impulsada por la Fundación Nacional Rostros y Voces, FDS, A.C.(2008); así como impulsor de procesos de Ciudadanía, Blindaje y Observación Electoral en Hidalgo, en colaboración con el Programa de las Naciones Unidas para el Desarrollo-IFE-TEPJF.(2009).
Como activista por los derechos ha impulsado y promovido, diversas marchas contra la violencia en Hidalgo “NO MÁS SANGRE” y ha participado en movimientos a favor de los derechos humanos.
Ha formado parte de diferentes organizaciones de la sociedad civil, siendo integrante del Comité Ejecutivo Nacional de la Asociación Nacional de Estudiantes de Ciencia Política y Administración Pública, A.C.; de la asociación 1791, A.C.; impulsor de la Red Unida de Organizaciones de la Sociedad Civil de Hidalgo, A.C.; promotor del primer observatorio de violencia social y de género en Hidalgo; e integrante del Consejo Consultivo de la Fundación OXFAM - México.

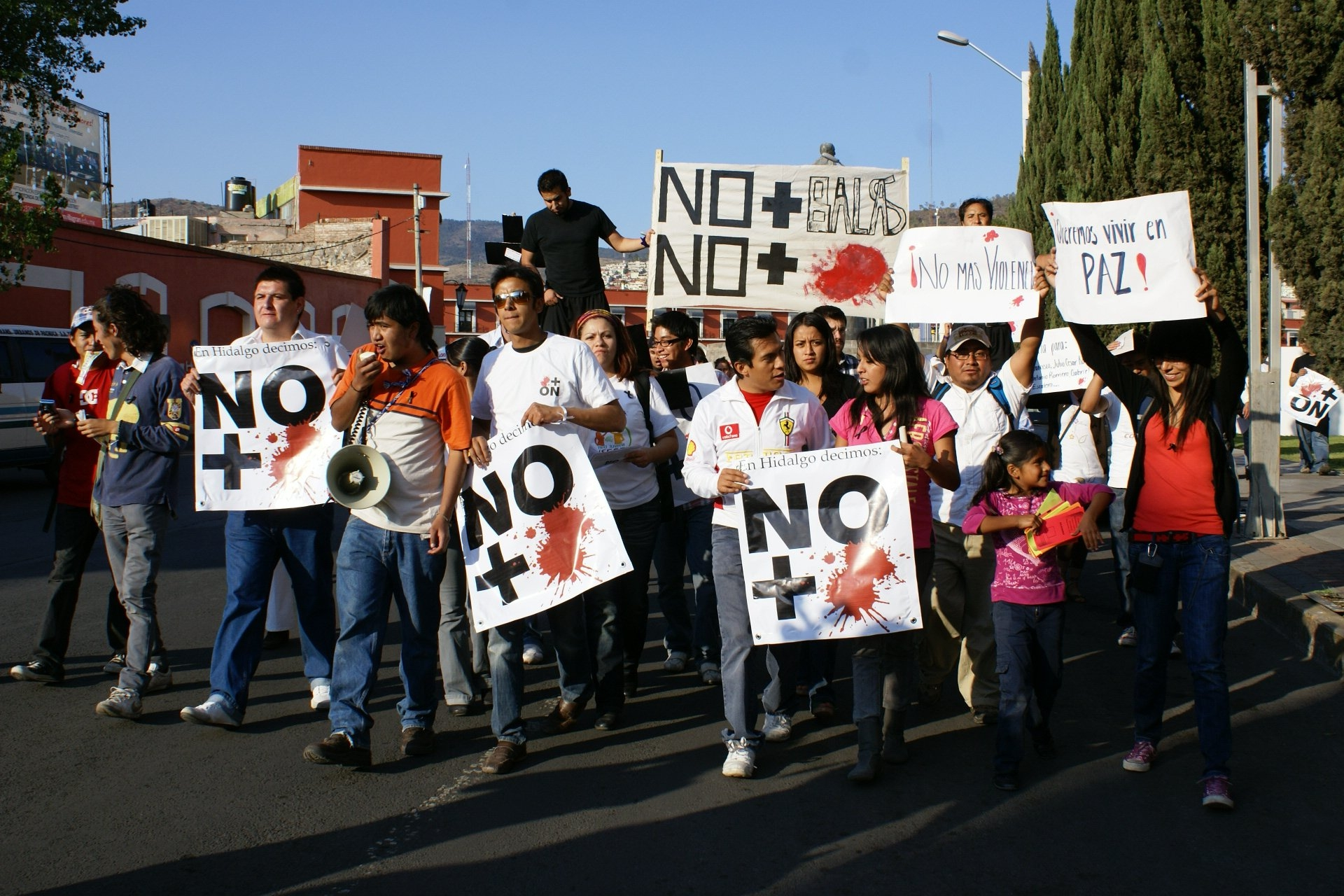
Marcha en Pachuca, "En Hidalgo decimos, No más sangre".6 de abril de 2011.

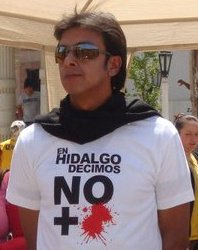
Marcha en Pachuca, "En Hidalgo decimos, No más sangre".8 de mayo de 2011.